# Station Castelnau-d'Estrétefonds
Station Castelnau-d'Estrétefonds is een spoorwegstation in de Franse gemeente Castelnau-d'Estrétefonds.